# Alhausen (Bad Driburg)

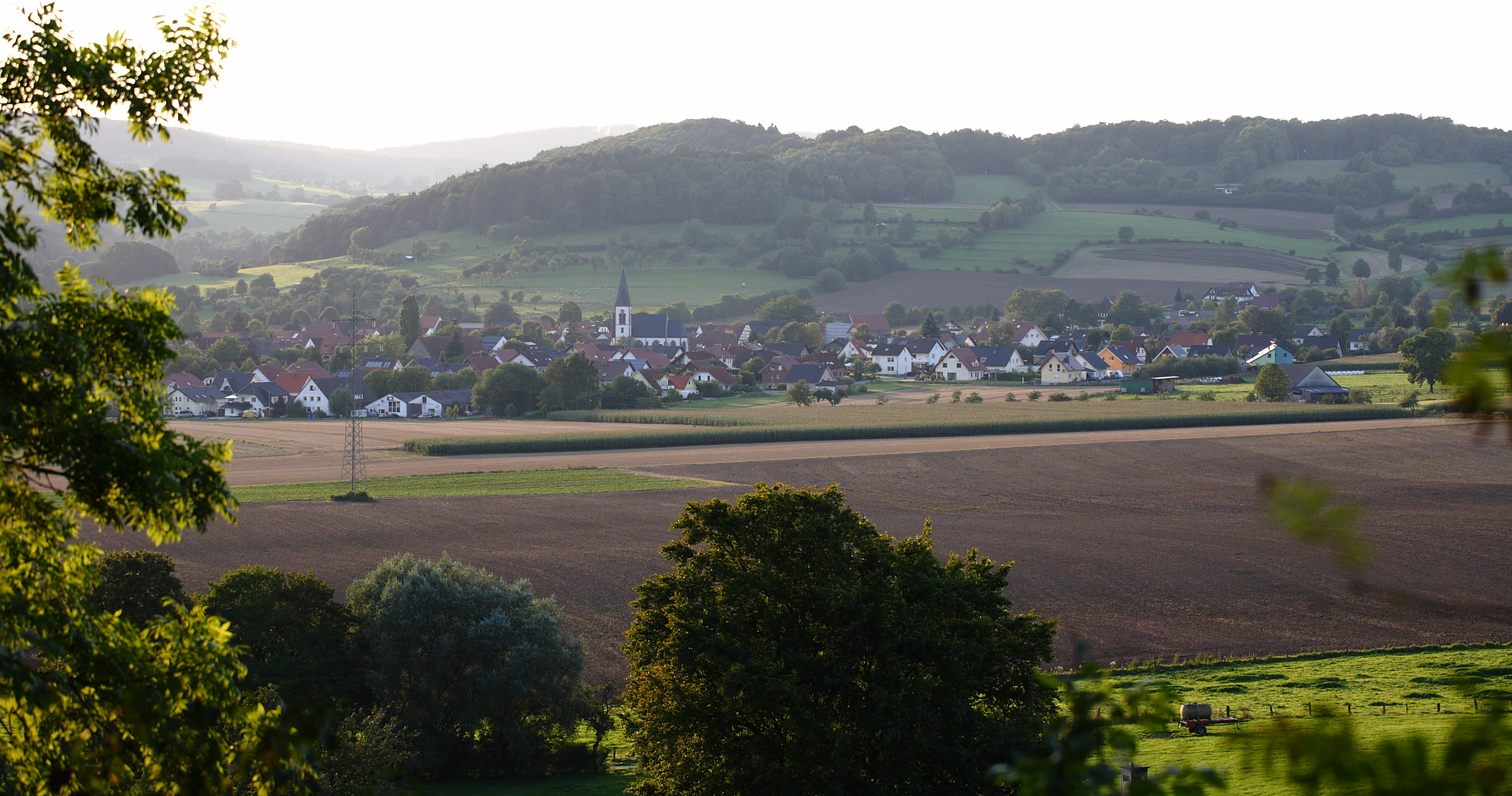
Blick von der K18 auf Bad Driburg-Alhausen (Schwiekengrund)

Alhausen ist ein nordöstlich gelegener Stadtteil der Stadt Bad Driburg im Kreis Höxter, Regierungsbezirk Detmold, Nordrhein-Westfalen. Alhausen ist der Geburtsort des Politikers, Dichters und Arztes Friedrich Wilhelm Weber.

## Geografie
Alhausen liegt etwa 3 Kilometer südlich der Kernstadt Bad Driburg auf einer Höhe von 202 Metern über NN. Die ländlich geprägte Ortschaft ist umgeben von Feldern, Wiesen und Mischwald. Durch den Ort fließt der kleine Rautebach, auch "die Raute" genannt, ein Nebenarm der Aa.

## Geschichte

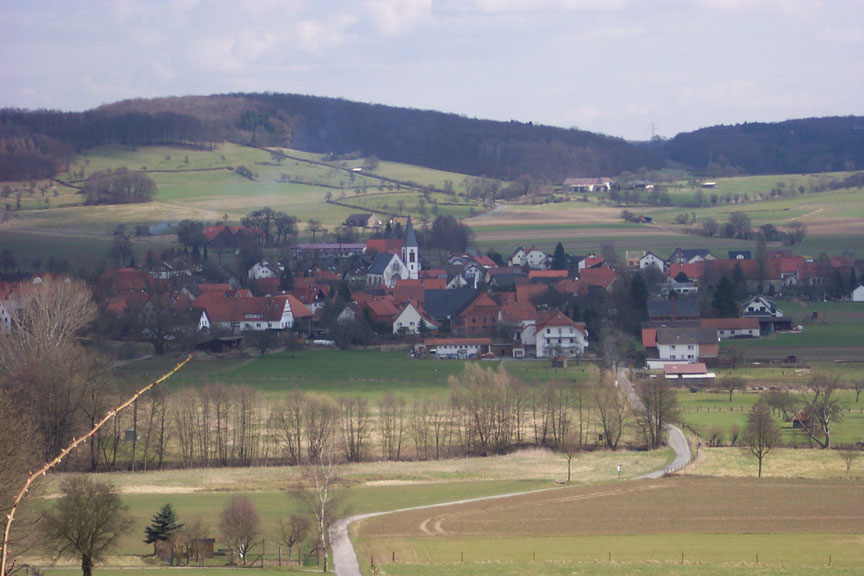
Blick vom Rosenberg auf Alhausen

Erstmals erwähnt wird der Ort um das Jahr 900 auf einer Karte von Otto dem Großen als Allungeshus bei Iberg (Iburg) und Brecal (Brakel). Im Jahre 1225 wird der Ort als Sitz von Antonius de Allenhusen erwähnt. Um 1300 finden sich Aufzeichnungen des Rittergeschlechts von Aldingeshus (später Aldinghus, Allenhusen, dann Alhausen). Um 1580, als die holländischen Horden Westfalen überfallen, entsteht auch in Alhausen eine Bürgerwehr. Um 1590 erfolgt die Generalmobilmachung im Hochstift Paderborn. 1618 erreicht der Dreißigjährige Krieg den Ort. 1675 wird das heute älteste Haus im Dorf errichtet. Die erste Schule wird 1755 in Alhausen errichtet.
Alhausen gehörte bis zu den Napoleonischen Kriegen zur Vogtei Driburg im Hochstift Paderborn. Im Königreich Westphalen bildete Alhausen von 1807 bis 1813 eine Gemeinde im Kanton Driburg des Distrikts Höxter im Departement der Fulda und fiel dann an Preußen. 1816 kam die Gemeinde zum neuen Kreis Brakel und 1832 zum Kreis Höxter, in dem sie zum Amt Driburg gehörte.
Seit 1966 bestand in Alhausen die „Anne-Frank-Schule“ mit Förderschwerpunkt Lernen, die jedoch 2016 zugunsten einer kreisweiten Förderschule in Brakel geschlossen wurde. Das Schulgebäude wurde 2020 abgerissen.
Eingemeindung
Am 1. Januar 1970 wurde Alhausen durch das Gesetz zur Neugliederung des Kreises Höxter in die Stadt Bad Driburg eingegliedert.

## Bevölkerungsentwicklung
Am 6. Juni 1961 hatte die damalige Gemeinde 588 Einwohner.
|           | 2014 | 2015 | 2016 | 2017 | 2018 | 2019 | 2020 | 2021 | 2022 | 2023 | 2024 |
| --------- | ---- | ---- | ---- | ---- | ---- | ---- | ---- | ---- | ---- | ---- | ---- |
| Einwohner | 742  | 747  | 734  | 736  | 734  | 732  | 748  | 753  | 738  | 772  | 811  |

Quelle: Haushaltspläne der Stadt Bad Driburg

## Wirtschaft und Infrastruktur
Die Ortschaft ist heute überwiegend Wohnort, landwirtschaftlich geprägt und durch die Nähe zur Kurstadt Bad Driburg infrastrukturell gut angebunden. Die regionale Nahversorgung erfolgt weitgehend über Bad Driburg. In Alhausen befindet sich zudem der Kindergarten „Zauberland“, eine zweigruppige Einrichtung in Trägerschaft der Stadt Bad Driburg, die seit 1987 ortsnah die frühkindliche Betreuung gewährleistet.
Für sportliche und gemeinschaftliche Aktivitäten stehen ein Sportplatz sowie die Dreizehnlindenhalle mit integriertem Sportbereich zur Verfügung. Die Mehrzweckhalle dient als Veranstaltungsort für Sport, Kultur und Feste. Ergänzt wird das Angebot durch einen Outdoor-Fitnessparcours entlang des Ortsrands sowie ein Kneipp-Tretbecken mit zusätzlichen Außensportgeräten, das zur aktiven Erholung in naturnaher Umgebung einlädt. Mehrere gut ausgeschilderte Wanderwege führen durch die waldreiche Umgebung des Eggegebirges und laden zu Spaziergängen und Naturerlebnissen ein.

## Verkehr
Alhausen ist vor allem über die Kreisstraße K18 an das überregionale Verkehrsnetz angebunden. Diese wichtige Straße führt in Richtung Bad Driburg und stellt die zentrale Verbindung für den Ort dar. Alternativ führt die K18 in die entgegengesetzte Richtung nach Reelsen und weiter nach Driburg, wodurch auch diese Verbindung für die Ortschaft von Bedeutung ist. Über die nahe gelegene Bundesstraße B64 besteht Anschluss in Richtung Paderborn und Höxter.
Der öffentliche Personennahverkehr wird durch Regionalbuslinien sichergestellt, die Alhausen mit Bad Driburg und den umliegenden Ortschaften verbinden. Der nächstgelegene Bahnhof befindet sich in Bad Driburg und bietet regelmäßige Zugverbindungen Richtung Paderborn und Höxter.

## Religion

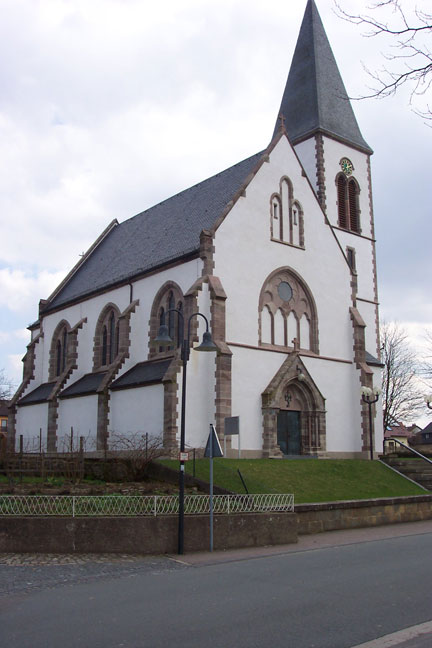
St.-Vitus-Kirche

Neben der römisch-katholischen Kirchengemeinde St. Vitus gehören auch die Gemeinden Pömbsen, Langeland-Erpentrup, Reelsen, Dringenberg, Neuenheerse und Bad Driburg zu dem Pastoralverbund Bad Driburg. Mit dem Bau der heutigen Kirche St. Vitus wurde 1907 begonnen.

## Politik
Vorsitzender des Bezirksausschusses Alhausen ist Andreas Jakob Sagel von der CDU.

## Ortsheimatpfleger
Im Jahr 2020 wurde Remigius Blicker zum neuen Ortsheimatpfleger durch den zuständigen Kreisheimatpfleger ernannt. Zuvor wurde dieses Amt 35 Jahre durch Anton Hölscher  ausgeübt. 

## Vereine
- Freiwillige Feuerwehr Alhausen
- Förderverein der Löschgruppe Alhausen e. V.
- St. Vitus Schützengilde Alhausen e. V.
- Sportverein Rot-Weiß Alhausen e. V.
- Reitsportgemeinschaft Eggeland Alhausen e. V.
- Katholische Landjugendbewegung (KLJB) Alhausen
- Betreiberverein Dreizehnlindenhalle Alhausen e. V.
- Friedrich-Wilhelm-Weber Gesellschaft e. V.

## Kultur und Sehenswürdigkeiten

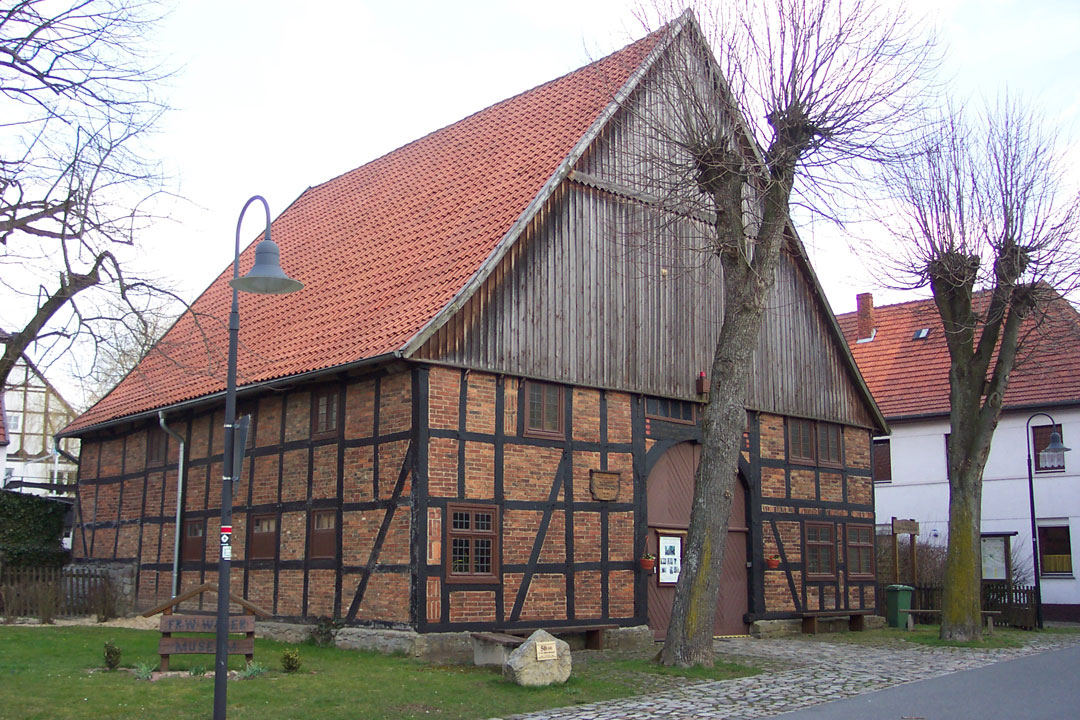
Webermuseum

- Pfarrkirche St. Vitus: römisch-katholische Kirche im neugotischen Stil
- Ehrendenkmal: Gedenkstätte für die Gefallenen der Weltkriege
- Mariensäule: religiöses Denkmal zu Ehren der Jungfrau Maria
- Friedrich-Wilhelm-Weber-Museum: Geburtshaus des Dichters mit Ausstellungen sowie angrenzendem Poesie- und Kräutergarten
- Felsklippe Uhlenstein: Naturschutzgebiet mit Aussichtspunkt
- Wassertretbecken mit Außensportgeräten
- Outdoor-Fitness-Parcours: Kraft- und Ausdauertraining im Freien
- Wanderinfopunkt für Wanderwege in der Umgebung
- Aussichtspunkt "Weißes Kreuz" mit Panoramablick
- Wegekreuze und religiöse Bildstöcke entlang der Wanderwege und im Ort

## Jährliche Veranstaltungen
- Schützenfest der St. Vitus Schützengilde am letzten Sonntag vor Pfingsten mit Umzug
- Vitusprozession zu Ehren des heiligen Vitus (Mitte Juni)
- Reitturnier der Reitsportgemeinschaft Eggeland Alhausen (Ende Juni), Wettbewerb mit verschiedenen Disziplinen
- Sportfest des SV Rot-Weiß Alhausen e. V. (Anfang September), vereinsübergreifendes Fest

## Persönlichkeiten
Friedrich Wilhelm Weber (1813–1894) war Arzt, Politiker und Dichter. Er wurde am 25. Dezember 1813 in Alhausen geboren. Sein Geburtshaus ist erhalten und dient heute als Friedrich-Wilhelm-Weber-Museum.
Bekannt wurde Weber vor allem durch sein Versepos „Dreizehnlinden“, das 1878 erschien. Es schildert in 24 Gesängen mit geschichtlichem Pathos die Bekehrung eines sächsischen Heiden zur Zeit Karls des Großen und verbindet Geschichtsdarstellung, christliche Moral und Heimatliebe. Das Werk war über Jahrzehnte weit verbreitet und gehörte vielerorts zur Schullektüre.